# مرکز ملی حقوق لزبین
مرکز ملی حقوق لزبین (NCLR) یک موسسه حقوقی غیرانتفاعی و با منافع عمومی در ایالات متحده است که از سیاست‌های عادلانه عمومی تأثیرگذار بر جامعه لزبین‌ها، گی‌ها، دوجنسگرایان و تراجنسیتی‌ها (ال‌جی‌بی‌تی) حمایت می‌کند، کمک حقوقی رایگان به افراد ال‌جی‌بی‌تی و وکلای حقوقی آنها ارائه داده، و آموزش جامعه در زمینه مسائل حقوقی LGBT را انجام می‌دهد. دفتر مرکزی آن در سانفرانسیسکو است و یک تیم سیاست گذاری در واشینگتن دی سی دارد. این تنها سازمان در ایالات متحده است که به مسائل حقوقی لزبین اختصاص داده شده‌است، و بزرگترین سازمان ملی لزبین از نظر تعداد اعضا است.